# Artur Heras i Sanz
Artur Heras i Sanz és un pintor i dissenyador valencià nascut a Xàtiva el 1945, resideix a Godella. Va estudiar en la Facultat de Belles Arts de San Carles de València. Entre 1980 i 1995 va dirigir la Sala Parpalló.

## Exposicions
- El 1962 exposa a la Sala Mateu de València juntament amb Manolo Boix i Rafael Armengol per quarta vegada.[5]
- 1965 participa a València al VI Salón de Marzo, organitzat per l'assemblea permanent d'artistas del mediterráneo[6]
- 1969 A la Galeria Val i 30 de València va exposar amb el títol Les transformacions : aspectes anatòmics de la nostra època. Del 4 de febrer al 20 de febrer de 1969.[7]
- 1980- Espai 13 (Fundació Joan Miró) Bandera bandera.
- Des del 10 de maig fins al 15 de juny de 2013 exposa a l'espai Alfaro Hofmann de Godella amb el títol Trade mark registered-Pintat i expandit.[8]
- 2014- Museu d'Art de Sabadell

## Imatges

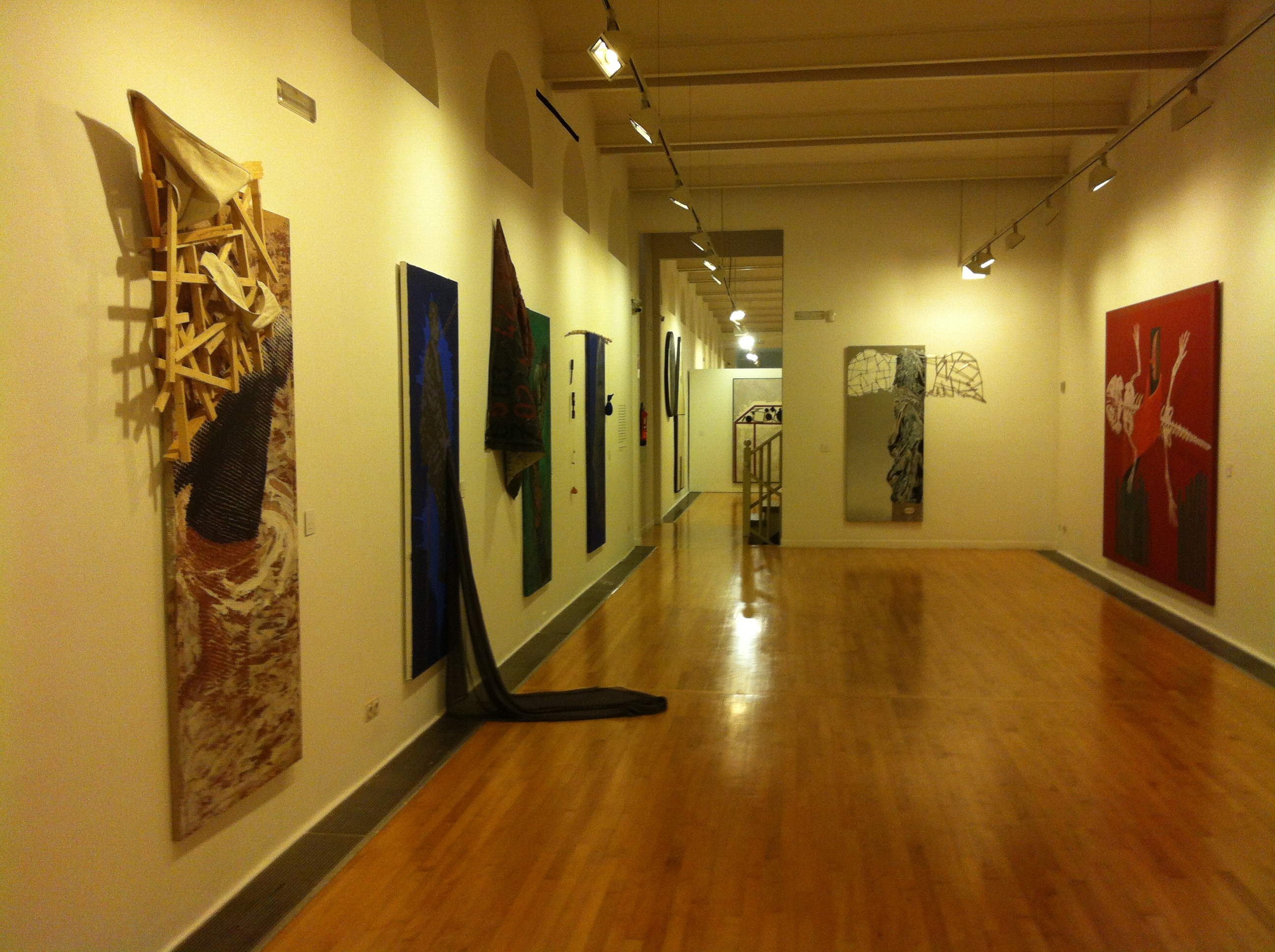
Artur Heras al Museu d'Art de Sabadell
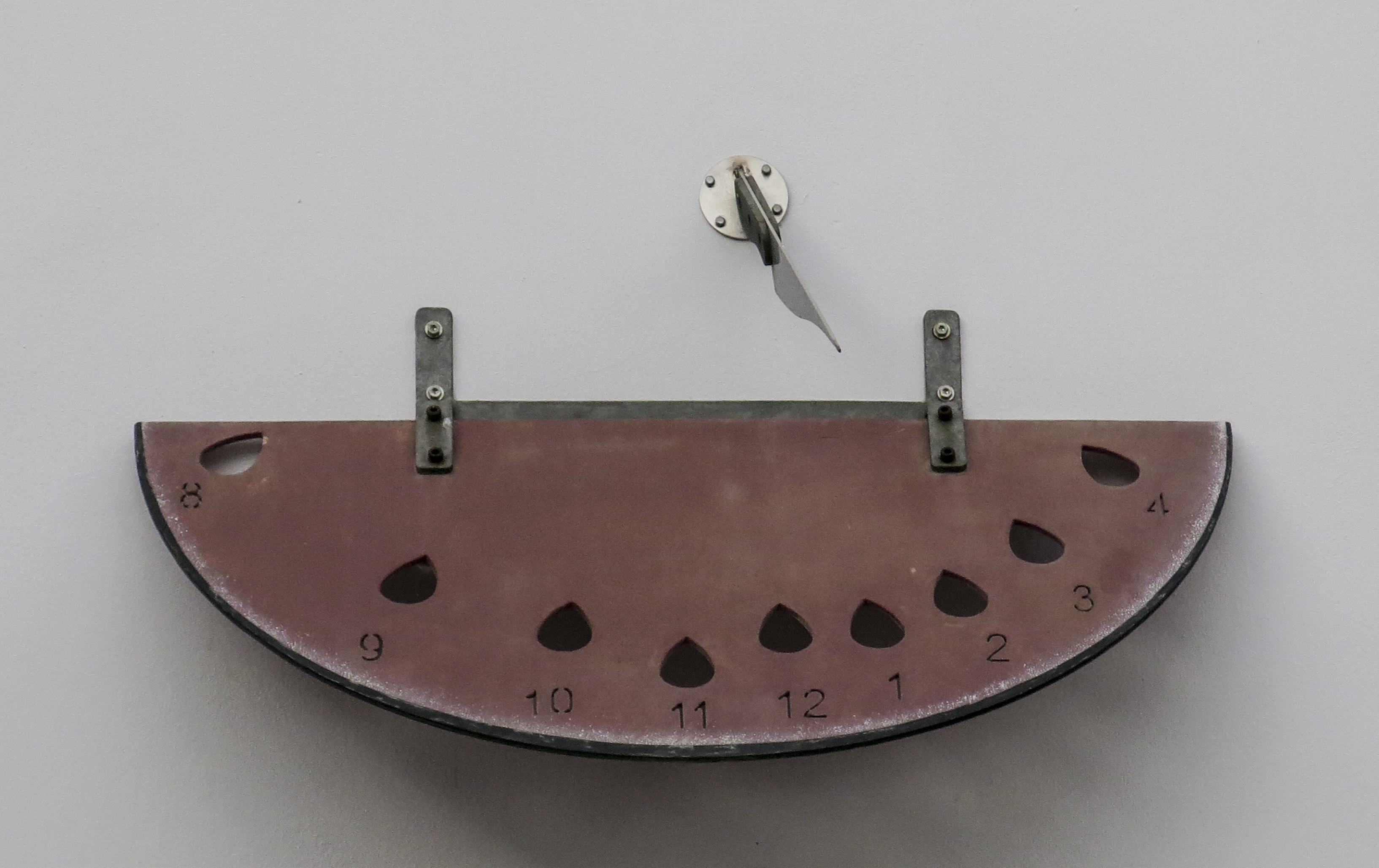
Meló Soleil a la Ruta dels rellotges de sol d'Otos